# Franz Adam Veichtner
Franz Adam Veichtner ou Feichtner, né à Ratisbonne, baptisé le 10 février 1741 – mort le 3 mars 1822 à Mitau, est un violoniste, pédagogue et compositeur allemand.

## Biographie
Veichtner est né à Ratisbonne où son père, Johann Georg, travaille comme luthier. Durant sa jeunesse il étudie à l’école jésuite de sa ville natale et plus tard avec le violoniste, compositeur et théoricien Joseph Riepel (de). Le soutien d'un généreux bienfaiteur lui permet d’étudier le violon avec Franz Benda à Potsdam où il a joué et fait la connaissance de Carl Friedrich Fasch et Carl Philipp Emanuel Bach.
En 1763, Veichtner entre au service du comte Herman Karl von Keyserling à Königsberg et à Saint-Pétersbourg. À Königsberg, Veichtner enseigne au jeune Johann Friedrich Reichardt, qu’il qualifie de « véritable génie artistique » méprisé par « toute la pompe extérieure ». Pour montrer sa gratitude, Reichardt dédie un concerto pour violon à son professeur en 1772. En 1765, Veichtner devient Konzertmeister et Kapellmeister à la cour de Pierre von Biron à Mitau, en Courlande. Il est rejoint dans l’orchestre par son frère Michael qui est employé d’abord comme violoniste et plus tard comme « contre-violoniste ». Pendant son séjour à Mitau, Veichtner enseigne la musique et compose de manière prolifique pour la cour. Il est connu pour avoir composé de nombreux Singspiele, des œuvres légères, de la musique de table et une soixantaine de symphonies pendant cette période, cependant très peu de cette musique semble nous être parvenue . Veichtner s’est également marié deux fois alors qu’il résidait à Mitau ; d’abord à Catharina Maria Göttsch le 26 janvier 1768, puis à Rosanna Göttsch en 1771,. En 1785, il entreprend un voyage avec la cour en Italie, donnant des concerts à Milan et dans d’autres villes tous couronnés de succès,.
En 1795, Veichtner quitte Mitau, lorsque le duché de Courlande est annexé par la Russie, et se rend pour la seconde fois en Italie. En 1798, il trouve un emploi à Saint-Pétersbourg où il travaille comme musicien de chambre à la cour impériale et violon solo de l’orchestre de l’opéra. Il reste à Saint-Pétersbourg jusqu’à sa retraite en 1820. Il retourne à Mitau où il passe les deux dernières années de sa vie avec son fils aîné, Karl Ludwig, et sa famille au manoir de Klive (maintenant la paroisse de Kalnciems, en Lettonie).

## Œuvres
Symphonies
- 4 symphonies dont la Symphonie russe (1771)

Opéra comique
- Cephalus und Prokris (1779)[3]
- Cyrus und Cassandana (1784)[3]
- Scipio (1778)

Oratorio
- Erste Feier der Himmelfahrt Jesu (1787)[3]

Musique sacrée
- Te Deum Laudamus (1818)[3]
- Hymne an Gott (1787)

Musique de chambre
- Sonate pour violon et violoncelle (1797)
- Quatuor à cordes op. 3 (1802)[3]
- Fantaisie pour violon et basse op. 7 (1815)
- Sonate pour violon et basse op. 8 (1815)[3]
- Air Russe Varié et Caprice op. 9 (1815)

Concertos
- Concerto pour violon et orchestre (1771)
- Concerto pour hautbois ou orchestre

## Source
- (en) Cet article est partiellement ou en totalité issu de l’article de Wikipédia en anglais intitulé « Franz Adam Veichtner » (voir la liste des auteurs).

1. 1 2 3 4  (de) « Baltische Biographische Lexikon »
2. 1 2 3 4 5 6  (de) « Kulturportal West Ost »
3. 1 2 3 4 5 6  « Digitale Bibliothek - Münchener Digitalisierungszentrum », sur daten.digitale-sammlungen.de (consulté le 5 mars 2020)